# Las Regueras
Las Regueras (Asturian: Les Regueres) là một đô thị trong cộng đồng tự trị của Công quốc Asturias, Tây Ban Nha. 

## Giáo khu
- Biedes
- Santullano
- Soto
- Trasmonte
- Valduno
- Valsera